# Spider Robinson
Spider Robinson (Nueva York, 24 de noviembre de 1948) es un escritor estadounidense adscrito a los géneros de la ciencia ficción y fantasía. Ha recibido diversos reconocimientos, entre ellos el premio John W. Campbell al mejor escritor novel en 1974, el premio Hugo a la mejor novela corta en 1977 por By Any Other Name y el premio Nébula a la mejor novela corta en 1978 por Stardance; además, recibió el premio Locus y el premio Hugo por el mismo trabajo. Su relato corto Melancholy Elephants ganó el premio Hugo al mejor relato corto en 1983.

## Obras selectas

### Novela
- Telempath (1976)
- El asesino de mentes (1981)
- Night of Power (1985)
- The Free Lunch (2001)
- Variable Star (2006) con Robert A. Heinlein

### Colecciones
- Antinomy (1980)
- Melancholy Elephants (1984) que apareció también como Melancholy Elephants (revised US 1985) (1985)
- True Minds (1990)
- User Friendly (1998)
- By Any Other Name (2001)
- God Is an Iron and Other Stories (2002)